# Areni-1

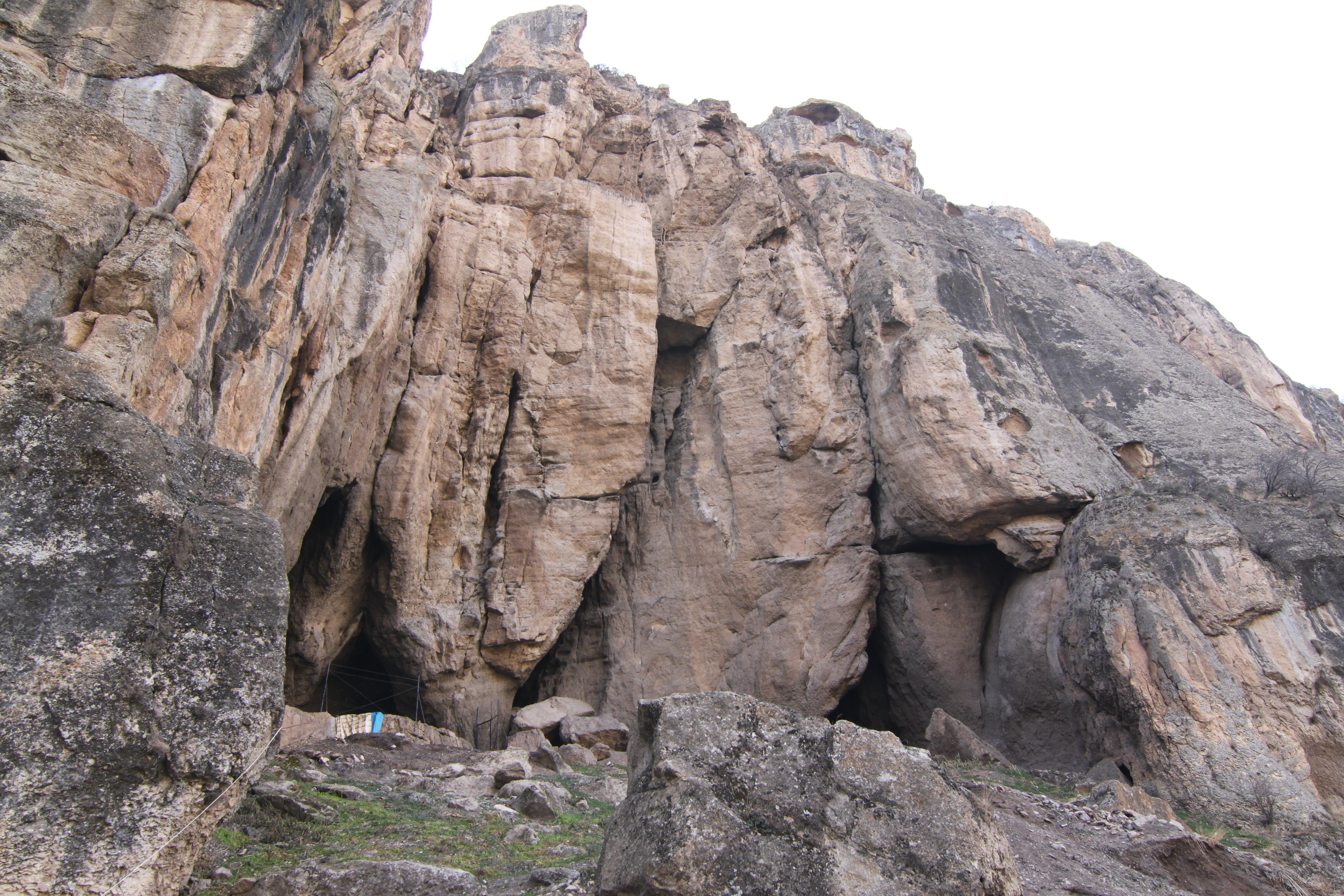
Der Höhleneingang

Areni-1 (auch armenisch T'rchunneri ‚Vogelhöhle‘ genannt) von Noravank ist eine Karsthöhle in der Nähe der Stadt Jeghegnadsor in der südarmenischen Provinz Wajoz Dsor. Die Höhle wurde mindestens von der Stein- bis in die Kupferzeit bewohnt und wurde zudem als Kultplatz genutzt. Möglicherweise wurde sie auch noch im Mittelalter genutzt. Darauf deuten Spuren in der Höhle hin. Die Höhle wurde in den 1970er Jahren entdeckt und wird seit 2007 systematisch erforscht.

## Lage und Beschreibung

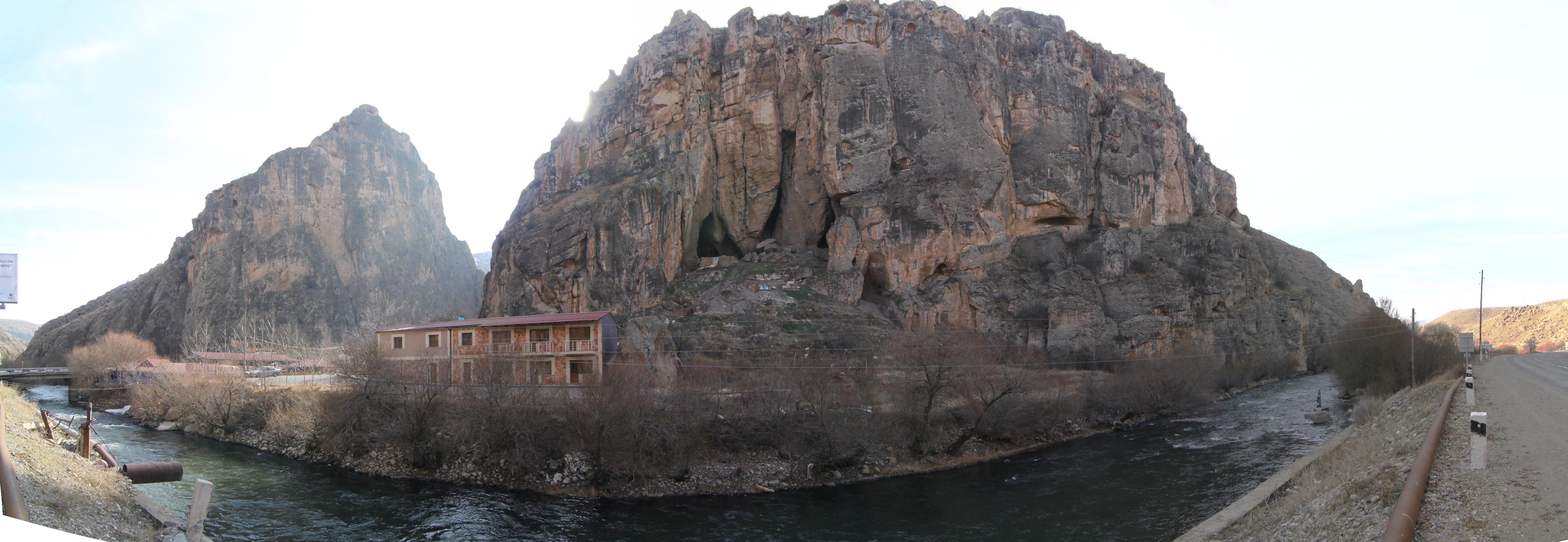
Die Lage der Höhle über dem Fluss

Die Vogelhöhle liegt oberhalb des linken Ufers des Flusses Arpa am südlichen Ende des kleinen Kaukasus etwa 110 Kilometer von Jerewan, der armenischen Hauptstadt, entfernt. In unmittelbare Nähe der Höhle öffnet sich das Flusstal zu einem kleinen fruchtbaren Tal, in dem bis heute Wein und Obst angebaut werden. Die Höhle selbst besteht aus drei Kammern, von denen die ersten beiden durch Gänge miteinander verbunden sind. Insgesamt ist sie etwa 40 Meter tief und 500 Quadratmeter groß. Bei Ausgrabungen wurden Reste einer Verteidigungsmauer entdeckt, die den Eingang der Höhle schützte. Ihr Baujahr ist unklar. Sie könnte erst im Mittelalter erbaut worden sein. In der Höhle gibt es für das 13. und 14. Jahrhundert Anzeichen für die Anwesenheit von Menschen.
Die erste Kammer diente vermutlich als Wohnraum und als Ziegenstall. Darauf deuten die Reste von in die Höhle eingebauten Behausungen, gestampften Fußböden und Brunnenfassungen hin. An den Wänden gibt es zahlreiche kleine Seitenkammern und Nischen. Das Mikroklima der Höhle eignet sich gut für die Lagerung von Lebensmitteln und ist auch für den guten Erhaltungszustand der in der Höhle gefundenen Artefakte verantwortlich. Im hinteren Bereich der Höhle fand man zudem Vorratstöpfe unterschiedlicher Größe und Form, in denen Trauben, Pflaumen, Aprikosen, Weizen, Hafer gelagert wurden. Basierend auf der Radiokarbonmethode werden die ältesten in der Kammer gefundenen Artefakte (Knochenfragmente, Kohle, Gewebeteile, Samen und andere organische Rückstände) auf das Ende des 5. oder das beginnende 4. Jahrtausend vor Christi datiert.
Die zweite Kammer diente vermutlich als Kultplatz. Dort wurden zwei in Tongefäßen vergrabene Schädel junger Frauen entdeckt. Die Archäologen gehen davon aus, dass dort höchstwahrscheinlich Fruchtbarkeitsrituale vollzogen wurden.

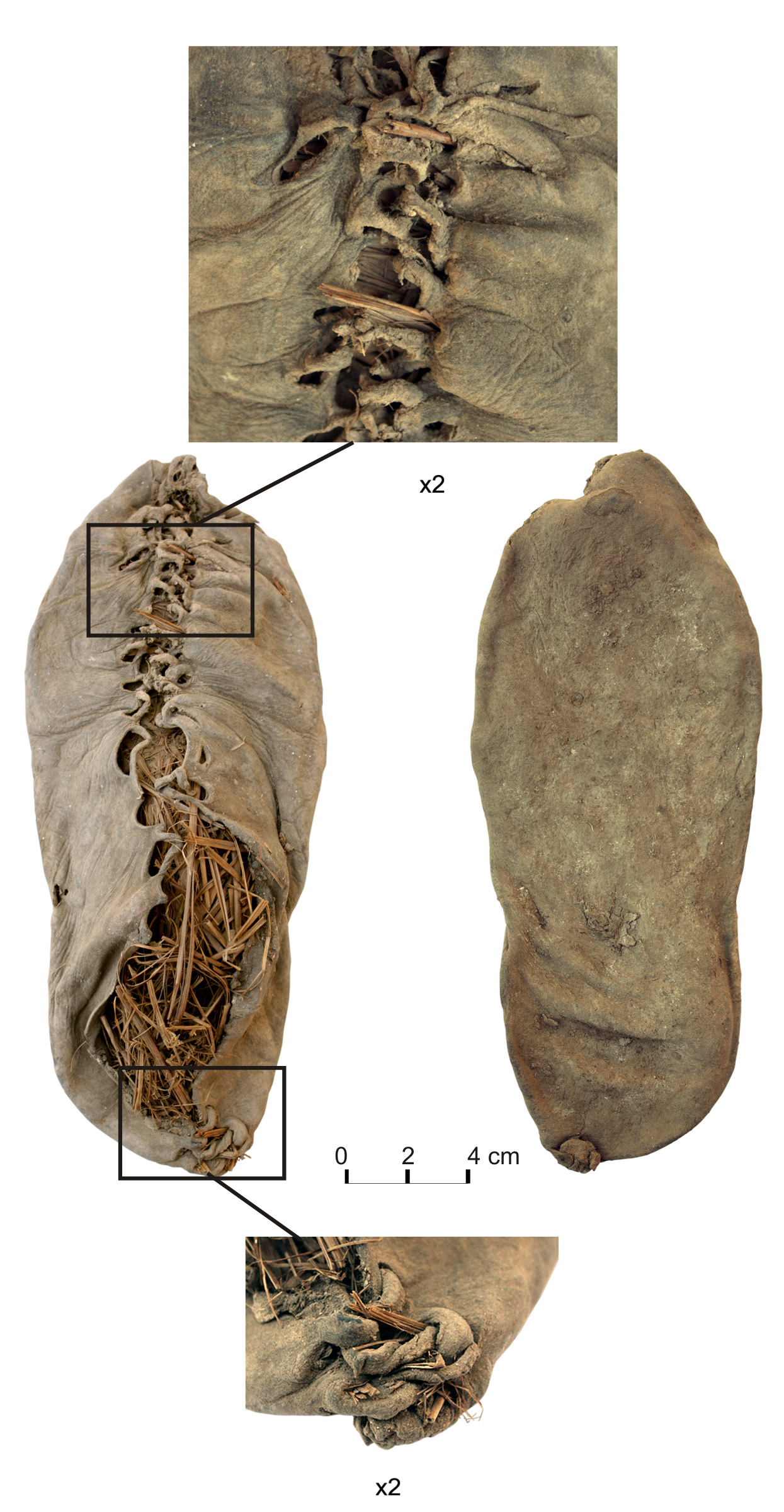
Der 5.500 Jahre alte Lederschuh von Areni-1

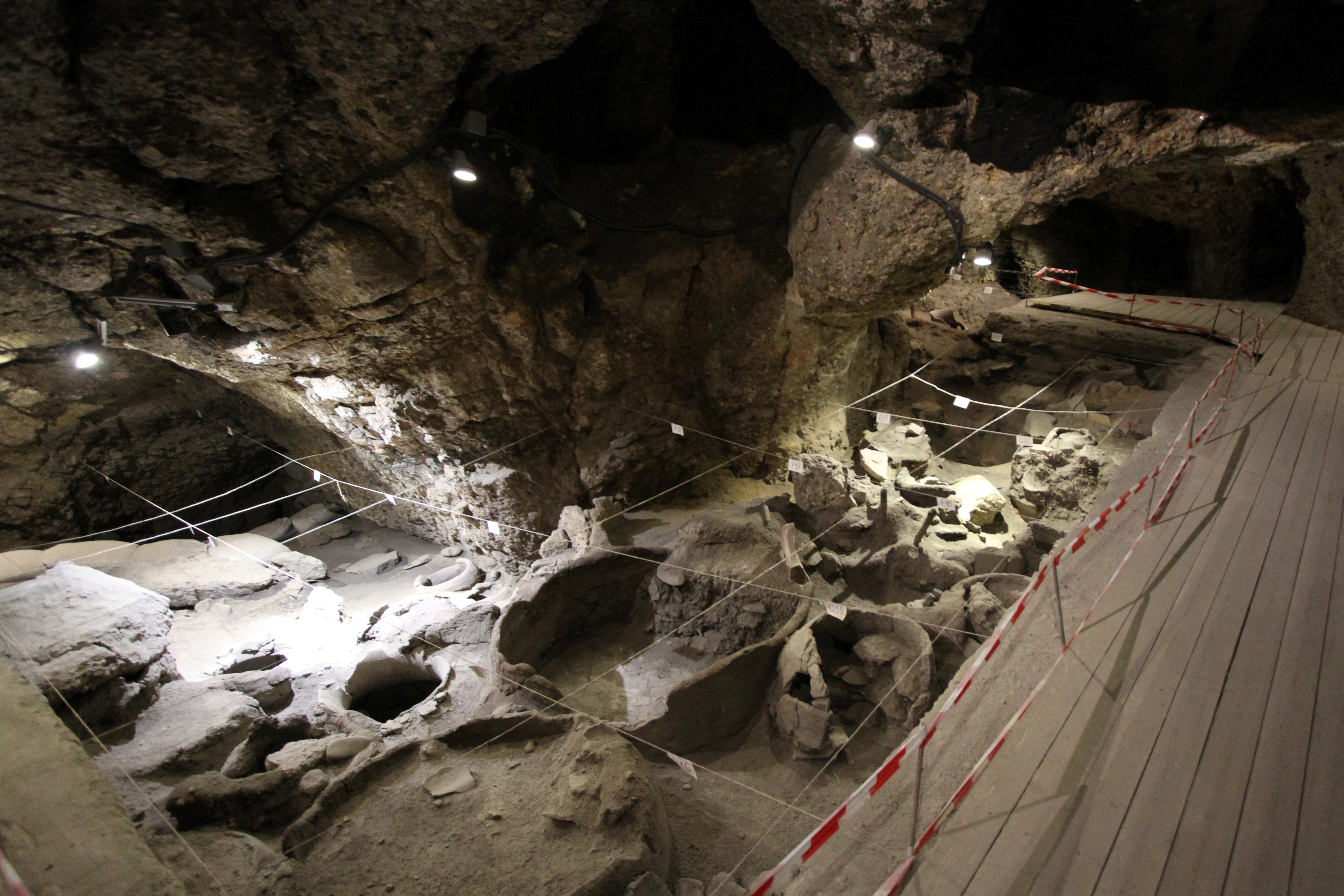
Ausgrabung der Weinkellerei

Areni-1 gilt als eines der wenigen und am besten erhaltenen kupferzeitlichen Denkmäler des Südkaukasus und zählt zu den bedeutendsten archäologischen Fundplätzen. In der Höhle fanden Archäologen gut erhaltene Überreste von Pflanzen und Früchten, die eine genaue Datierung ermöglichen. Sie beweisen, dass die einstigen Bewohner der Höhle eine große Vielfalt an domestizierten und wilden Pflanzen nutzten. Die in der Höhle gefundene älteste Weinpresse der Welt (etwa 3000 v. Chr.) belegt die fast 6000-jährige Geschichte der Weinproduktion in Armenien. Die Spuren der Weinherstellung in der Höhle stammen aus der späten Kupferzeit, als die Höhle für komplexe Bestattungsrituale genutzt und wohl auch Menschenopfer vollzogen wurden. Eine in der Höhle gefundene und mehr als 5.500 Jahre alte Fußbekleidung gilt als ältester Lederschuh der Welt und der 2010 entdeckte mehr als 5.900 Jahre alte Frauenrock (3900 v. Chr.) aus gewobenem Stroh ebenfalls als das bis dato älteste Exemplar.